# Ermengard av Italien
Ermengard av Italien, född 843, död 896, var en provensalsk drottning och regent.
Hon var dotter till Ludvig II, och gift med kung Boso av Provence. Ermengard var regent i Provence från 887 till 894 som förmyndare för sin son, Ludvig III. Hon försvarade framgångsrikt Provences huvudstad Vienne mot karolingernas arméer år 880. 